# Samuel Russell Warren
Samuel Russell Warren (* 29. März 1809 in Tiverton/Rhode Island, Vereinigte Staaten; † 30. Juli 1883 in Montreal) war ein kanadischer Orgelbauer.

## Leben
Warren stammte von Richard Warren ab, einem der „Pilgerväter“, die 1620 mit der Mayflower nach Amerika gesegelt waren. Sein Vater Samuel Warren war Tischler, sein Onkel Russell Warren einer der wichtigsten Architekten Neuenglands in der Mitte des 19. Jahrhunderts. Sein Bruder Thomas D. Warren war Orgelbauer, sein Bruder William Henry Warren Organist. Er selbst arbeitete Ende der 1820er Jahre als Bautischler in Providence. Anfang der 1830er Jahre absolvierte er eine Ausbildung als Orgelbauer bei Thomas Appleton in Boston. 
1836 wanderte Warren nach Montreal aus. Seine erste Arbeit in Kanada war die Orgel für die Parish Church in Rigaud. Im Folgejahr gründete er mit George W. Mead die Firma Mead & Warren, die jedoch in den wenigen Monaten ihres Bestehens lediglich eine kleine Orgel für die Kirche in Sherrington baute. Darauf gründete er eine eigene Firma für Orgel-, Harmonium- und Klavierbau, die auch andere Instrumente wie Akkordeons und Flöten herstellte. In den 1840er Jahren baute er mit seiner Firma die Orgeln für die American Presbyterian Church (1843), St George's, Church (1843), St Thomas Church (1845), das General Hospital und die Grey Nuns (beide 1848) in Montreal und für St-Ours (1841) und St-Isidore de Laprairie (1842) in Québec.
Für die St James' Cathedral in Toronto schuf Warren 1853 die zu der Zeit größte Orgel Kanadas. Als erster kanadischer Orgelbauer übernahm er das von Charles Spackman Barker entwickelte pneumatische Relais (Barkerhebel), das er 1860–61 in der Wesleyan Chapel in Montreal einsetzte. Als sein Hauptwerk gilt die viermanualige mechanische Orgel (mit mehr als 4500 Pfeifen) der Basilika Notre-Dame de Montréal, deren Bau 1857 begann und 1865 von Louis Mitchell und Charles Forté vollendet wurde. 1866 trat sein Sohn Charles Sumner Warren in das Unternehmen ein, der dieses nach dem Tod seines Vaters übernahm und fortführte. 1896 wurde die Firma an Dennis W. Karn verkauft und arbeitete bis zum Konkurs 1915 unter dem Namen Karn-Warren, danach wurde sie bis 1951 von Mitarbeitern als Woodstock Pipe Organ Builders betrieben.
Insgesamt sind Samuel Russell Warren etwa 350 Orgeln zuzuschreiben, wobei er in der französischen Tradition des Orgelbaus (Cliquot, Aristide Cavaillé-Coll) stand. Nur wenige seiner Orgeln sind gegenwärtig noch erhalten, so in Chambly, Frelighsburg, Clarenceville, Dorchester/New Brunswick und Tignish. Ein Melodeon von 1865 befindet sich im Besitz des Sharon Temple Museum. Etliche Pfeifenwerke und Trakturen sind noch als Bestandteile von Orgeln anderer Orgelbauer erhalten geblieben.